# Соловйов Валерій Юрійович
Валерій Юрійович Соловйов (рос. Валерий Юрьевич Соловьёв; 15 лютого 1963, Шуя) — радянський і російський актор театру та кіно. Заслужений артист Російської Федерації (2006).

## Біографія
Народився 15 лютого 1963 року в Шуї Івановської області.
У 1984 році закінчив Російський державний інститут сценічних мистецтв (курс А. Куніцина).
З 1987 року — актор театру ім. Ленінського Комсомолу (нині Театр «Балтійський дім»).
Знімається в телерекламі.

## Вибрана фільмографія
- «Наталі» (1988)
- «Ключ Саламандри» (2011)

### Озвучування
- «Добриня Микитич та Змій Горинич» — Добриня Микитич (2006)
- «Ілля Муромець і Соловей-Розбійник» — Ілля Муромець (2010)
- «Три богатирі та Шамаханська цариця» — Добриня Микитич (2010)
- «Три богатирі на далеких берегах» — Добриня Микитич (2012)
- «Три богатирі. Хід конем» — Добриня Микитич (2015)
- «Три богатирі та морський цар» — Добриня Микитич (2016)
- «Три богатирі та принцеса Єгипту» — Добриня Микитич (2017)
- «Три богатирі і спадкоємиця престолу» — Добриня Микитич (2018)